# 諾沃特尼 (佛羅里達州)
諾沃特尼（英語：Nowatney）是位於美國佛羅里達州希爾斯波羅縣的一個非建制地區。該地的面積和人口皆未知。

## 地理
諾沃特尼的座標為27°04′25″N 82°26′49″W / 27.07361°N 82.44694°W，而該地的平均海拔高度為15米（即50英尺）。